# Il diavolo probabilmente
Il diavolo probabilmente (Le Diable probablement) è un film del 1977 diretto da Robert Bresson.
È stato presentato nella Quinzaine des Réalisateurs al 30º Festival di Cannes. Vinse poi l'rso d'argento al Festival di Berlino dello stesso anno.

## Trama
Nella movimentata Parigi di fine anni settanta, sull'onda delle contestazioni giovanili di estrema sinistra, Charles, Michel e altri amici decidono di formare un piccolo gruppo ecologista che vuole sensibilizzare sui danni dell'inquinamento umano alla flora e alla fauna del pianeta. Se Michel è un attivista che cerca di lottare con i suoi mezzi modesti perché è un idealista, Charles rifiuta presto l'impegno, disgustato dal mondo immorale che lo circonda, dominato da una forza oscura e terribile (forse il diavolo, appunto): la politica, il sesso e la religione per lui non offrono nessuna vera consolazione e tutte le illusioni sessantottine sono miseramente cadute. Inizia così a vivere in modo totalmente nichilista e a pensare al suicidio, poiché non c'è redenzione in questa società.

## Il titolo
Il titolo riprende direttamente due versi significativi del dialogo fra Ivan e il padre ne I fratelli Karamazov:
Bresson si era già ispirato a Dostoevskij nel film Così bella, così dolce del 1969 e in Quattro notti di un sognatore del 1971.

## Riconoscimenti
- 1977 – Festival internazionale del cinema di Berlino
  - Orso d'argento, gran premio della giuria